# ESME Sudria
La École spéciale de mécanique et d'électricité è un'università francese, grande école d'Ingegneria istituita nel 1905, situata a Ivry-sur-Seine nel campus dell'IONIS Education Group.

## Didattica
Si possono raggiungere i seguenti diplomi: 
- Ingénieur ESME Sudria (ESME Graduate ingegnere Master)
- Summer school
- Laurea specialistica, Master specializzati (Mastère MS Spécialisé).

## Laureati famosi
- Roland de Candé, musicologo, compositore e critico musicale francese